# Unión Asia-Pacífica de Radiodifusión
La Unión de Radiodifusión del Asia-Pacífico (ABU, en inglés) es una asociación sin fines de lucro, fundada en 1964, que reúne a los distintos entes de radiodifusión tanto de Asia como de Oceanía, llegando a una audiencia potencial de cerca de tres mil millones de personas. Su función es ayudar al desarrollo de la radiodifusión en la región Asia-Pacífico y promover los intereses colectivos de sus miembros. La ABU cubre una zona que se extiende desde Turquía en el oeste hasta Samoa en el este, y desde Rusia en el norte hasta Nueva Zelanda en el sur. Sus oficinas centrales se ubican en Kuala Lumpur, Malasia.
Una de las principales actividades de la ABU es Asiavisión (no confundir con el Festival de la Canción de Asiavisión), consistente en un intercambio diario de noticias vía satélite entre 18 televisoras de Asia. La ABU también negocia la cobertura de derechos a los grandes acontecimientos deportivos para sus miembros en conjunto, y lleva a cabo una amplia gama de actividades relacionadas con las áreas de programación y técnicas.
También proporciona un foro para la promoción de los intereses colectivos de los organismos de radiodifusión pertenecientes al ente, promoviendo la cooperación internacional y regional.

## Miembros
Actualmente, la ABU cuenta con más de 170 miembros en 53 países y regiones, los cuales, se pueden subdividir en: miembros plenos, miembros asociados o miembros afiliados.
Los miembros plenos deben ser organizaciones de radiodifusión abiertas y deben estar ubicados en la región del Asia-Pacífico, aunque también hay una categoría de miembro asociado, que está abierta a todos los organismos de radiodifusión de carácter provinciales, privados y organismos de radiodifusión ubicados en otras partes del mundo, y existe además, una categoría de miembro afiliado, que está abierta a organizaciones vinculadas a la radiodifusión y que desean tener una asociación con la ABU.

### Miembros plenos

Países miembros plenos de la ABU

Países miembros plenos adicionales de la ABU

| País               | Organismo                                            | Siglas    |
| ------------------ | ---------------------------------------------------- | --------- |
| Afganistán         | Radio Television Afghanistan                         | RTA       |
| Afganistán         | Moby Capital Partnerts Ltd.                          | Moby      |
| Australia          | Australian Broadcasting Corporation                  | ABC       |
| Australia          | Special Broadcasting Service                         | SBSC      |
| Azerbaiyán         | İctimai Televiziya və Radio Yayımları Şirkəti        | İTV       |
| Bangladés          | Bangladesh Betar                                     | BB        |
| Bangladés          | Bangladesh Televisión                                | BTV       |
| Bután              | Bhutan Broadcasting Service                          | BBS       |
| Brunéi             | Radio Television Brunéi                              | RTB       |
| Camboya            | Televisión Nacional de Camboya                       | TVK       |
| Camboya            | Radio Nacional de Kampuchea                          | NRK       |
| Corea del Sur      | Korean Broadcasting System                           | KBS       |
| Corea del Sur      | Munhwa Broadcasting Corporation                      | MBC       |
| China              | Zhōngguó Zhōngyāng Diànshìtái                        | CCTV      |
| Egipto             | Egyptian Radio and Television Union                  | ERTU      |
| Fiyi               | Fiji Broadcasting Corporation Limited                | FBC       |
| Fiyi               | Fiji Television Limited                              | Fiji TV   |
| Filipinas          | People's Television Network, Inc.                    | PTNI      |
| India              | All India Radio                                      | AIR       |
| India              | Doordarshan                                          | DDI       |
| Indonesia          | Radio Republik Indonesia                             | RRI       |
| Indonesia          | Televisi Republik Indonesia                          | TVRI      |
| Irán               | Islamic Republic of Iran Broadcasting                | IRIB      |
| Japón              | Nippon Hoso Kyokai                                   | NHK       |
| Japón              | Tokyo Broadcasting System Inc.                       | TBS       |
| Jordania           | Jordan Radio and Television Corporation              | JRTV      |
| Kazajistán         | Khabar Agency                                        | KA        |
| Kazajistán         | Corporación de Radio y Televisión Qazaqstan          | KMO       |
| Kiribati           | Radio Kiribati                                       | BPA       |
| Kirguistán         | Kyrgyz Governmental Television & Radio Corporation   | GTRK      |
| Laos               | Lao National Radio                                   | LNR       |
| Laos               | Lao National Television                              | LNTV      |
| Malasia            | Radio Television Malaysia                            | RTM       |
| Mongolia           | TV5 Mongolia                                         | TV5       |
| Mongolia           | Mongolian National Public Radio and Television       | MNB       |
| Nepal              | Nepal Television Corporation                         | NTVC      |
| Nepal              | Radio Nepal                                          | RNP       |
| Nueva Zelanda      | Television New Zealand                               | TVNZ      |
| Pakistán           | Pakistan Television Corporation                      | PK/PTV    |
| Pakistán           | Pakistan Broadcasting Corporation                    | PBC       |
| Papúa Nueva Guinea | National Broadcasting Commission of Papua New Guinea | NBC/PNG   |
| Papúa Nueva Guinea | Media Niugini Limited                                | MNL       |
| Catar              | Radio & Television Corporation of Qatar              | QBS/QTV   |
| Catar              | JeemTV                                               | JCC       |
| Arabia Saudita     | Saudi Arabian Radio and Television                   | SAB/SAR   |
| Samoa              | Samoa Broadcasting Corporation                       | SBC       |
| Singapur           | MediaCorp News Pte., Ltd.                            | Mediacorp |
| Sri Lanka          | Sri Lanka Broadcasting Corporation                   | SLBC      |
| Sri Lanka          | Sri Lanka Rupavahini Corporation                     | SLRC      |
| Timor Oriental     | Rádio e Televisão de Timor-Leste                     | RTTL      |
| Tailandia          | National Broadcasting Services of Thailand           | NBT       |
| Tailandia          | TV Pool of Thailand                                  | TPT       |
| Turquía            | Türkiye Radyo Televizyon Kurumu                      | TRT       |
| Uzbekistán         | Uzbekistan Television and Radio Company              | MTRZ      |
| Vietnam            | Radio, The Voice of Vietnam                          | VOV       |
| Vietnam            | Vietnam Television                                   | VTV       |
| Yemen              | Radio & TV General Corporation                       | RTVY      |

### Miembros asociados
| País           | Organismo                                                                                                  | Siglas          |
| -------------- | --- | --------------- |
| Alemania       | Arbeitsgemeinschaft Rundfunkanstalten der Bundesrepublik Deutschland                                       | ARD             |
| Alemania       | Zweites Deutsches Fernsehen                                                                                | ZDF             |
| Australia      | Commercial Radio Australia Limited                                                                         | CRA             |
| Australia      | CVC Network Limited                                                                                        | CVC             |
| Estados Unidos | American Broadcasting Company                                                                              | ABC             |
| Estados Unidos | Columbia Broadcasting System                                                                               | CBS             |
| Estados Unidos | National Association of Broadcasters                                                                       | NBS             |
| Estados Unidos | Turner Broadcasting System                                                                                 | TBS             |
| Estados Unidos | Voice of America                                                                                           | VOa             |
| Estados Unidos | Trans World Radio                                                                                          | KTWR            |
| Filipinas      | Kapisanan ng mga Brodkaster ng Pilipinas                                                                   | KBP             |
| Francia        | Groupement des Radiodiffuseurs français : TF1France 2France 3Canal+Radio FranceRadio France Internationale | GRF             |
| Hong Kong      | Hong Kong Cable Television Limited                                                                         |                 |
| Hong Kong      | Phoenix Satellite Television Co. Ltd.                                                                      | Phoenix TV      |
| Hong Kong      | Dim Sum Television Company Limited                                                                         | Dim Sum TV      |
| Hong Kong      | PCCW Media Limited                                                                                         | Now TV          |
| Islas Mauricio | Mauritius Broadcasting Corporation                                                                         | MBC             |
| Indonesia      | PT Media Televisi Indonesia                                                                                | METRO TV        |
| Indonesia      | PT Indonusa Telemedia                                                                                      | Telkomvision    |
| Indonesia      | PT Karyamegah Adijaya                                                                                      | Aora TV         |
| Japón          | The National Association of Commercial Broadcasters in Japan                                               | NAB             |
| Malasia        | ASTRO All Asia Networks PLC.                                                                               | AAAN            |
| Malasia        | U Television Holdings Sdn Bhd                                                                              | U Television    |
| Micronesia     | Federated States of Micronesia Broadcasting Service                                                        | FSMBS           |
| Mongolia       | Eagle Broadcasting Company                                                                                 | EBC             |
| Noruega        | Norsk Rikskringkasting                                                                                     | NRK             |
| Nueva Zelanda  | Radio New Zealand                                                                                          | RNZ             |
| Países Bajos   | Radio Nederland Wereldomroep                                                                               | RN              |
| Pakistán       | GEO Independent Media Corporation Ltd.                                                                     | GEO             |
| Catar          | Al Jazeera English                                                                                         | Al-Jazeera      |
| Reino Unido    | British Broadcasting Corporation                                                                           | BBC             |
| Rusia          | RossijskoeTeleradio                                                                                        | RTR             |
| Rusia          | Alternative Irkutsk Studio of TV                                                                           | AIST            |
| Singapur       | MediaCorp Radio Singapore Pte Ltd.                                                                         | MediaCorp Radio |
| Singapur       | MediaCorp TV Singapore                                                                                     | MediaCorp TV    |
| Suiza          | SRG SSR idée suisse - Société Suisse de Radiodiffusion et Télévision                                       | SRG SSR         |

### Miembros afiliados
| País           | Organismo                                                           | Siglas           |
| -------------- | ------------------------------------------------------------------- | ---------------- |
| Alemania       | LS telcom AG                                                        |                  |
| Alemania       | S4M-Solutions for Media GmbH                                        |                  |
| Australia      | AsiaSpace Lte.                                                      | AsiaSpace        |
| Australia      | Broadcast Australia                                                 |                  |
| Australia      | GlobeCast Australia Pty Ltd                                         |                  |
| Australia      | Radio Frequency System                                              | RFS              |
| Canadá         | International Business Communications Consultants                   | IBC Consultants  |
| Corea del Sur  | Korean Broadcasting Institute                                       | KBI              |
| Francia        | Eutelsat S.A                                                        | Eutelsat         |
| Hong Kong      | Asia Satellite Telecommunications Company Limited                   | AsiaSat          |
| Hong Kong      | Bloomberg LP                                                        |                  |
| Hong Kong      | Granada International Hong Kong                                     | Granada          |
| Hong Kong      | Business & Professional Products Asia Pacific Company               | Sony             |
| Hong Kong      | CMM                                                                 |                  |
| India          | Broadcast Engineering Consultants India Limited                     | BECIL            |
| India          | InNetwork Entertainment Limited                                     | Network 1        |
| India          | WEBEL Mediatronics Limited                                          | WML              |
| India          | Technomedia Solutions Ptv Ltd                                       | Technomedia      |
| Indonesia      | PT First Media Tbk                                                  | First Media      |
| Indonesia      | PT Indonesia Satellite Corporation Tbk                              | Indosat          |
| Indonesia      | PT Adi Karya Visi                                                   | AKV              |
| Islas Mauricio | Multi Carrier Mauritius Ltd.                                        | MCML             |
| Italia         | Deltatre - SPA                                                      |                  |
| Japón          | Japan Media Communication Center                                    | JAMCO            |
| Japón          | JSAT Corporation                                                    | JSAT             |
| Japón          | NHK Enterprise NHK Integrated Technology Inc. NHK Joho Network Inc. | NHK              |
| Japón          | Softbank Telecom Corporation                                        | Softbank Telecom |
| Jordania       | Arab Radio and Television                                           | ART              |
| Kazajistán     | OKNO-TV Kazakhstan Ltd                                              |                  |
| Birmania       | Forever Group Co. Ltd.                                              | Forever Group    |